# Melati Daeva Oktavianti
Melati Daeva Oktavianti (* 26. Oktober 1994 in Serang) ist eine indonesische Badmintonspielerin.

## Karriere
Melati Daeva Oktavianti siegte bei der Badminton-Weltmeisterschaft der Junioren 2012 im Mixed mit Edi Subaktiar. Mit ihr startete sie auch bei der Indonesia Super Series 2012, schied dort jedoch in der ersten Runde des Hauptfeldes aus. Bei den Romanian International 2012 siegte sie im Mixed. 2012 wurde sie außerdem Zweite bei den Pekan Olahraga Nasional. Bei den German Junior 2012 siegte sie im Damendoppel mit Rosyita Eka Putri Sari mit 21:9 und 21:13.